# Oxyposthia praedator
Oxyposthia praedator är en plattmaskart som beskrevs av Ivanov 1952. Oxyposthia praedator ingår i släktet Oxyposthia och familjen Convolutidae. Inga underarter finns listade i Catalogue of Life.